# Bolko III van Opole
Bolko III van Opole ook bekend als Bolko van Strehlitz (circa 1337 - 21 oktober 1382) was van 1356 tot 1375 hertog van Opole en van 1375 tot 1382 hertog van Strehlitz. Hij behoorde tot de Silezische tak van het huis Piasten.

## Levensloop
Bolko III was de tweede zoon van hertog Bolko II van Opole en diens echtgenote Elisabeth, dochter van hertog Bernard van Schweidnitz. 
Na de dood van zijn vader in 1356 erfde hij samen met zijn oudste broer Wladislaus II het hertogdom Opole. De echte macht lag echter alleen in handen van Wladislaus. Bolko bleef hertog van Opole tot in 1375, het jaar dat hij zijn zonder mannelijke nakomelingen overleden oom Albrecht opvolgde als hertog van Strehlitz. Tijdens zijn regering speelde hij geen belangrijke politieke rol.
Bolko III bracht tijdens zijn leven veel tijd door aan het hof van koning Karel van Bohemen in Praag en aan het hof van koning Lodewijk I van Hongarije in Boeda. In 1355 begeleidde Bolko III samen met enkele andere hertogen van Silezië Karel van Bohemen naar Rome, waar die tot keizer van het Heilige Roomse Rijk werd gekroond. Ook ondernam Bolko in 1365 een reis naar Avignon en in 1377 deed hij samen met koning Lodewijk I van Hongarije en zijn broer Wladislaus een militaire expeditie naar Belz.
Bolko overleed in 1382, waarna hij werd bijgezet in de Sint-Annakapel van het franciscanenklooster in Opole. Zijn minderjarige zoons volgden hem op en kwamen onder het regentschap te staan van hun oom Wladislaus.

## Huwelijk en nakomelingen
Rond het jaar 1355 huwde Bolko met een zekere Anna (circa 1340 - 1378), vermoedelijk een dochter van hertog Jan I Scholasticus van Auschwitz. Ze kregen volgende kinderen:
- Jan Kropidło (circa 1360/1364 - 1421), hertog van Strehlin en Opole.
- Bolko IV (circa 1363/1364 - 1437), hertog van Strehlin, Falkenberg en Opole.
- Hendrik II (circa 1374 - 1394), bestemd voor een kerkelijke loopbaan.
- Bernard (circa 1374/1378 - 1455), hertog van Strehlin, Falkenberg en Opole.
- Anna (voor 1378 - 1455), abdis in de abdij van Trebnitz.